# Roland Schütt
Fritiof Roland Schütt, född 8 april 1913 i Tyska S:ta Gertruds församling i Stockholm, död 25 oktober 2005 i Tyresö församling, var en svensk författare och uppfinnare.

## Biografi
Schütt var aktiv i Tyresö U-lands- och fredsförening och vid närradiostationen Tyresöradion.
Roland Schütt var son till tapetseraren Fritiof Schütt, som var socialistisk agitator, och dennes hustru Zipa, född Kraitschik, som var rysk judinna och försörjde sig som sömmerska och på kondomförsäljning. Han var bror till författaren Bertil Schütt. De är begravda på Sandsborgskyrkogården i Stockholm.